# Lijst van 3FM Megahits in 2002
Deze hits waren in 2002 3FM Megahit op Radio 3FM:
| Nr. | Week    | Artiest                                                   | Titel                                                     | Hoogste positie in de Mega Top 100                        |
| --- | ------- | --------------------------------------------------------- | --------------------------------------------------------- | --------------------------------------------------------- |
| 458 | Week 1  | P!nk                                                      | Get the Party Started                                     | 5                                                         |
| 459 | Week 2  | OutKast & Killer Mike                                     | The whole world                                           | 39                                                        |
| 460 | Week 3  | Within Temptation                                         | Ice Queen                                                 | 2                                                         |
| 461 | Week 4  | Daniel Bedingfield                                        | Gotta Get Thru This                                       | 32                                                        |
| 462 | Week 5  | Bubba Sparxxx                                             | Ugly                                                      | 18                                                        |
| 463 | Week 6  | Michelle Branch                                           | Everywhere                                                | 28                                                        |
| 464 | Week 7  | DI-RECT                                                   | Inside my head                                            | 14                                                        |
| 465 | Week 8  | Jill Scott                                                | Gimme                                                     | 87                                                        |
| 466 | Week 9  | Five for Fighting                                         | Superman (It's Not Easy)                                  | 43                                                        |
| 467 | Week 10 | Def P & Beatbusters                                       | Bubbelbad                                                 | 13                                                        |
| 468 | Week 11 | Heather Nova                                              | Virus of the Mind                                         | 84                                                        |
| 469 | Week 12 | Jewel                                                     | Standing Still                                            | 68                                                        |
| 470 | Week 13 | The Calling                                               | Wherever You Will Go                                      | 31                                                        |
| 471 | Week 14 | Silkstone                                                 | Ready                                                     | 59                                                        |
| 472 | Week 15 | 1 Giant Leap, Maxi Jazz & Robbie Williams                 | My Culture                                                | 42                                                        |
| 473 | Week 16 | P.O.D.                                                    | Youth of the Nation                                       | 34                                                        |
| 474 | Week 17 | X-Press 2 & David Byrne                                   | Lazy                                                      | 78                                                        |
| 475 | Week 18 | Brainpower                                                | Dansplaat                                                 | 1(4wk)                                                    |
| 476 | Week 19 | Eminem                                                    | Without Me                                                | 1(2wk)                                                    |
| 477 | Week 20 | Chad Kroeger & Josey Scott                                | Hero                                                      | 34                                                        |
| 478 | Week 21 | Saybia                                                    | The Day After Tomorrow                                    | 87                                                        |
| 479 | Week 22 | Vanessa Carlton                                           | A Thousand Miles                                          | 12                                                        |
| 480 | Week 23 | Ms. Dynamite                                              | It Takes More                                             | 24                                                        |
| 481 | Week 24 | Red Hot Chili Peppers                                     | By the Way                                                | 12                                                        |
| 482 | Week 25 | Elvis & JXL                                               | A Little Less Conversation                                | 1(5wk)                                                    |
| 483 | Week 26 | Zuco 103                                                  | Treasure                                                  | 83                                                        |
| 484 | Week 27 | Beyoncé                                                   | Work It Out                                               | 26                                                        |
| 485 | Week 28 | Beef                                                      | Late night sessions                                       | 83                                                        |
| 486 | Week 29 | Bruce Springsteen                                         | The Rising                                                | 39                                                        |
| 487 | Week 30 | Soulvation                                                | Summer in the city                                        | 31                                                        |
| 488 | Week 31 | Coldplay                                                  | In My Place                                               | 56                                                        |
| 489 | Week 32 | Nickelback                                                | Too Bad                                                   | 41                                                        |
| 490 | Week 33 | Avril Lavigne                                             | Complicated                                               | 4                                                         |
| 491 | Week 34 | Relax                                                     | Calling ye name (Right here)                              | 40                                                        |
| 492 | Week 35 | Puddle of Mudd                                            | She Hates Me                                              | 37                                                        |
| 493 | Week 36 | Truth Hurts & Rakim                                       | Addictive                                                 | 3                                                         |
| 494 | Week 37 | Oakenfold                                                 | Starry Eyed Surprise                                      | 53                                                        |
| 495 | Week 38 | Krezip                                                    | You Can Say                                               | 19                                                        |
| 496 | Week 39 | The Strokes                                               | Someday                                                   | 84                                                        |
| 497 | Week 40 | Junior Senior                                             | Move Your Feet                                            | 18                                                        |
| 498 | Week 41 | Santana & Michelle Branch                                 | The Game of Love                                          | 40                                                        |
| 499 | Week 42 | Anouk                                                     | Everything                                                | 12                                                        |
| 500 | Week 43 | Queens of the Stone Age                                   | No One Knows                                              | 39                                                        |
| 501 | Week 44 | Coldplay                                                  | The Scientist                                             | 20                                                        |
| 502 | Week 45 | Missy Elliott                                             | Work It                                                   | 12                                                        |
| 503 | Week 46 | Groove Armada                                             | My Friend                                                 | 20                                                        |
| 504 | Week 47 | DI-RECT                                                   | Adrenaline                                                | 11                                                        |
| -   | Week 48 | Geen 3FM Megahit in verband met de Week van de Jaren '90. | Geen 3FM Megahit in verband met de Week van de Jaren '90. | Geen 3FM Megahit in verband met de Week van de Jaren '90. |
| 505 | Week 49 | Avril Lavigne                                             | Sk8er Boi                                                 | 11                                                        |
| 506 | Week 50 | Eminem                                                    | Lose Yourself                                             | 1(5wk)                                                    |
| 507 | Week 51 | Big Brovaz                                                | Nu Flow                                                   | 2                                                         |
| -   | Week 52 | Geen 3FM Megahit                                          | Geen 3FM Megahit                                          | Geen 3FM Megahit                                          |

1993 · 
1994 ·
1995 · 
1996 ·
1997 ·
1998 ·
1999 ·
2000 ·
2001 ·
2002 ·
2003 ·
2004 ·
2005 ·
2006 ·
2007 ·
2008 ·
2009 ·
2010 ·
2011 ·
2012 ·
2013 ·
2014 ·
2015 ·
2016 ·
2017 ·
2018 ·
2019 ·
2020 ·
2021 ·
2022 ·
2023 ·
2024 ·
2025